# ゲストノロン
ゲストノロンカプロン酸エステル（Gestonorone caproate）は、前立腺肥大症の治療薬の一つである。商品名デポスタット。
　　

## 開発
ドイツのシエーリング社が開発した。日本では富士製薬工業から発売されている。
- 1965年 - Gellerらが、前立腺の肥大結節（腺腫）がアンドロゲン依存性であることを報告。
  - 前立腺肥大症の抗アンドロゲン療法として、黄体ホルモン剤が使用されていく。
  - シエーリング社が黄体ホルモンの誘導体であるカプロン酸ゲストノロンを前立腺肥大症の治療薬として開発。
- 1982年 - 日本で承認（発売：日本シエーリング（現バイエル薬品））
- 2005年 - 富士製薬工業が輸入製造販売を承継[1]。

## 作用機序
主として直接前立腺に作用し、前立腺腺腫を縮小または前立腺腺腫の成長を抑制する。

## 効能・効果
前立腺肥大症

## 臨床効果
総合改善度
- 二重盲検試験症例109例における排尿状態、排尿回数、残尿量、尿道膀胱造影、尿流計測に関する総合改善度：著明改善16%、中等度改善以上40%、やや改善以上78%

## 副作用
総症例3,458例中280例（8.1%）。主な副作用は注射部疼痛、性欲減退、注射部硬結、注射部そう痒感、発熱、食欲不振、貧血、肝機能検査異常、全身倦怠感、発疹等。（再審査終了時）